# Kewaunee
Kewaunee és una població dels Estats Units a l'estat de Wisconsin. Segons el cens del 2000 tenia 2.806 habitants.

## Demografia
Segons el cens del 2000, Kewaunee tenia 2.806 habitants, 1.149 habitatges, i 736 famílies. La densitat de població era de 312,2 habitants per km².
Dels 1.149 habitatges en un 29,5% hi vivien nens de menys de 18 anys, en un 53,1% hi vivien parelles casades, en un 7,7% dones solteres, i en un 35,9% no eren unitats familiars. En el 32,6% dels habitatges hi vivien persones soles el 17,6% de les quals corresponia a persones de 65 anys o més que vivien soles. El nombre mitjà de persones vivint en cada habitatge era de 2,34 i el nombre mitjà de persones que vivien en cada família era de 2,97.
Per edats la població es repartia de la següent manera: un 23,3% tenia menys de 18 anys, un 7,7% entre 18 i 24, un 25,5% entre 25 i 44, un 21,7% de 45 a 60 i un 21,8% 65 anys o més.
L'edat mediana era de 41 anys. Per cada 100 dones de 18 o més anys hi havia 91,4 homes.
La renda mediana per habitatge era de 36.420 $ i la renda mediana per família de 45.643 $. Els homes tenien una renda mediana de 32.292 $ mentre que les dones 20.544 $. La renda per capita de la població era de 17.384 $. Aproximadament l'11,2% de les famílies i el 10,5% de la població estaven per davall del llindar de pobresa.

## Poblacions més properes
El següent diagrama mostra les poblacions més properes.